# Motoda Nagazane

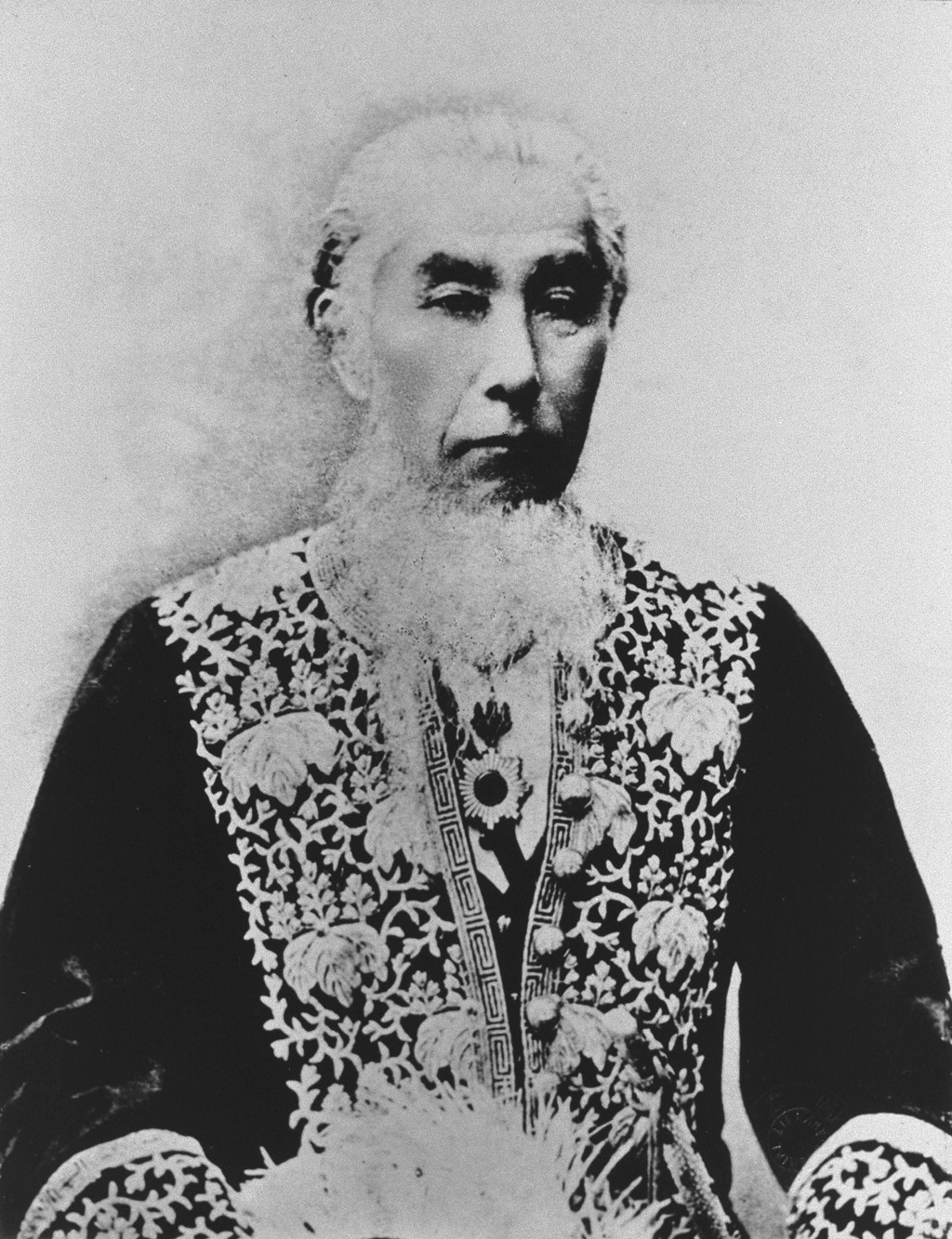
Motoda Nagazane

Motoda Nagazane (japanisch 元田 永孚, Vorname auch Eifu gelesen; geboren 30. Oktober 1818 in der Präfektur Kumamoto; gestorben 22. Januar 1891) war ein japanischer Samurai der späten Edo- und Hofbeamter, später Baron, während der frühen Meiji-Zeit.

## Leben und Werk
Motoda Nagazane, der aus einer Samurai-Familie stammte, studierte in der Han-Schule Jishūkan (時習館) unter Yokoi Shōnan, der ihn in die pragmatische oder realistisch genannte Line (実学, Jitsugaku) des Neokonfuzianismus einführte. Nach der Meiji-Restauration nahm er auf Empfehlung von Ōkubo Toshimichi seine Arbeit im Kaiserlichen Hofamt auf und arbeitete dort als Tutor des jungen Kaiser Meiji.
1886 wurde Motoda Berater am Hofe und 1888 Mitglied des Geheimen Staatsrats (枢密院, Sūmitsuin). Als Führer des konservativen Flügels am Hofe unterstützte er die Erziehungsideologie des Hofes, für die Patriotismus und Verehrung des Kaisers im Mittelpunkt stand. So war er an der Formulierung des Kaiserlichen Erziehungsedikts beteiligt, das 1890 veröffentlicht wurde.
Zu Motodas Schriften gehören „Anweisung zum Lernen“ (教学大旨, Kyōgaku taishi) aus dem Jahr 1879 und „Hauptpunkte zur Erziehung der Jugend“ (幼学綱要, Yōgaku kōyō) von 1982. Weitere Schriften sind „Notizen zum 60. Geburtstag“ (還暦之記, Kanreki no ki) und „Notizen zum 70. Geburtstag“ (古稀之記, Koki no ki).